# Arvis Vilkaste
Arvis Vilkaste (Balvu novads, 8 april 1989) is een Letse bobsleeër. Hij vertegenwoordigde zijn vaderland op de Olympische Winterspelen 2014 in Sotsji.

## Carrière
Helvijs
Op 4 december 2011 maakte Vilkaste zijn wereldbekerdebuut in Igls in de viermansbob. Samen met Oskars Melbārdis, Helvijs Lūsis en Jānis Strenga eindigde ze op de 8e plaats. In Sankt Moritz nam hij deel aan de wereldkampioenschappen bobsleeën 2013. Op dit toernooi eindigde hij in de viermansbob samen met Edgars Maskalāns, Daumants Dreiškens en Intars Dambis op de 9e plaats.
Tijdens de Olympische Winterspelen van 2014 in Sotsji sleepte hij in de viermansbob samen met Daumants Dreiškens, Jānis Strenga en Oskars Melbārdis de gouden medaille in de wacht.

## Resultaten

### Olympische Winterspelen
| Jaar | Plaats | Resultaten  | Bemanning                     |
| ---- | ------ | ----------- | ----------------------------- |
| 2014 | Sotsji | Viermansbob | Dreiškens, Strenga, Melbārdis |

### Wereldkampioenschappen
| Jaar | Plaats       | Resultaten      | Bemanning                    |
| ---- | ------------ | --------------- | ---------------------------- |
| 2012 | Lake Placid  | DNF Viermansbob | Melbārdis, Lūsis, Strenga    |
| 2013 | Sankt Moritz | 9e Viermansbob  | Maskalāns, Dreiškens, Dambis |

### Wereldbeker
Wereldbekerzeges
| Datum            | Plaats       | Onderdeel   | Bemanning                     |
| ---------------- | ------------ | ----------- | ----------------------------- |
| 16 februari 2013 | Sotsji       | Viermansbob | Dreiškens, Dambis, Melbārdis  |
| 12 januari 2014  | Sankt Moritz | Viermansbob | Dreiškens, Strenga, Melbārdis |
| 19 januari 2014  | Igls         | Viermansbob | Dreiškens, Strenga, Melbārdis |
| 20 december 2014 | Calgary      | Viermansbob | Dreiškens, Strenga, Melbārdis |
| 25 januari 2015  | Sankt Moritz | Viermansbob | Dreiškens, Strenga, Melbārdis |
| 1 februari 2015  | La Plagne    | Viermansbob | Dreiškens, Strenga, Melbārdis |
| 8 februari 2015  | Igls         | Viermansbob | Melbārdis, Vilkaste, Strenga  |